# Anna Doudounaki
Anna Doudounaki (Grieks: Άννα Ντουντουνάκη) (Chania, 9 september 1995) is een zwemmer uit Griekenland.
Op de Olympische Zomerspelen van Rio de Janeiro in 2016 zwom Doudounaki voor Griekenland op de 100 meter vlinderslag. Ze eindigde als 17e, maar haar tijd van 58.27 was goed voor een nieuw nationaal record. Twee jaar later verbeterde ze dit record naar 57.67.
In mei 2021 behaalt ze een gouden medaille op de Europese Kampioenschappen in Boedapest.